# Osttimoresisch-sierra-leonische Beziehungen
Die Osttimoresisch-sierra-leonischen Beziehungen beschreiben das zwischenstaatliche Verhältnis zwischen Osttimor und Sierra Leone. 

## Geschichte
Osttimor und Sierra Leone sind beides Gründungsmitglieder der g7+-Staaten über die zahlreiche Kontakte zwischen den beiden Staaten stattfanden.
2014 stellte Osttimor den Staaten Sierra Leone, Liberia und Guinea zwei Millionen US-Dollar für die Bekämpfung der Ebolafieber-Epidemie zur Verfügung.
2018 besuchte der ehemalige Präsident Osttimors Xanana Gusmão anlässlich der Parlamentswahl das Land.

## Diplomatie

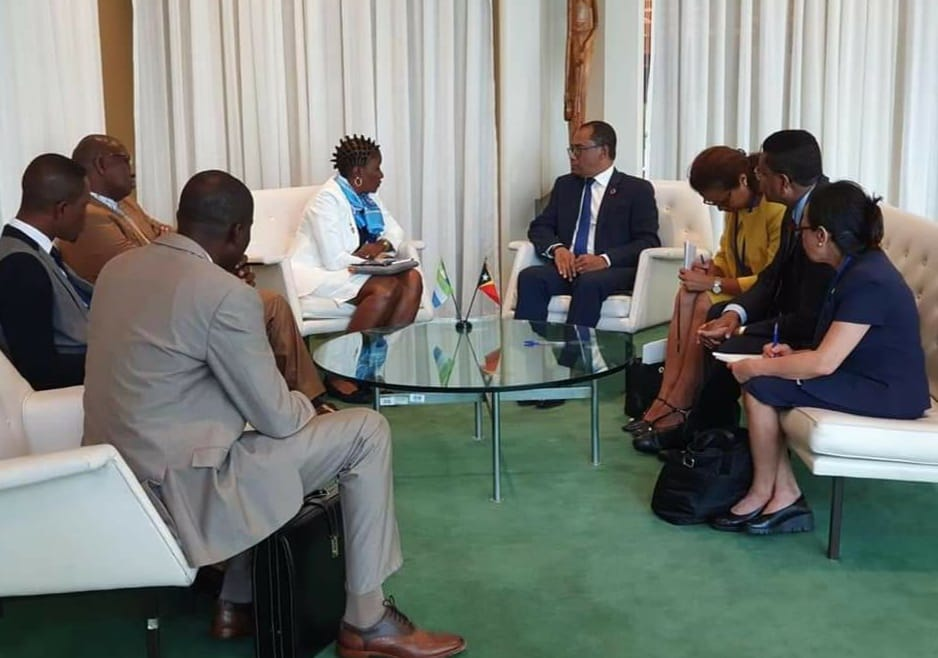
Die Außenminister Nabeela Tunis und Dionísio Babo (2019)

Die beiden Staaten verfügen über keine diplomatische Vertretungen im jeweils anderen Land.

## Wirtschaft
Für 2018 gibt das Statistische Amt Osttimors keine Handelsbeziehungen zwischen Osttimor und Sierra Leone an.